# Atamanka
Atamanka - Атаманка (rus) és un khútor del krai de Krasnodar, a Rússia. Es troba a les terres baixes de Kuban-Azov, a la vora del riu Atamanka, a 10 km al sud-est de Tikhoretsk i a 127 km al nord-est de Krasnodar.
Pertany al possiólok de Parkovi.